# 奧克蘭 (密蘇里州)
奧克蘭（英語：Oakland）是位於美國密蘇里州聖路易斯縣的城市。

## 人口
根據2020年美國人口普查的數據，奧克蘭的面積為1.56平方千米，皆為陸地。當地共有人口1390人，而人口密度為每平方千米891人。